# LCS mùa giải 2024
LCS mùa giải 2024 là mùa giải thứ 12 của League Championship Series (LCS), giải đấu thể thao điện tử chuyên nghiệp của Bắc Mỹ dành cho bộ môn Liên Minh Huyền Thoại. Mùa giải được chia làm 2 giai đoạn: Mùa Xuân và Mùa Hè. Giải Mùa Xuân sẽ bắt đầu vào ngày 20 tháng 1 và kết thúc với trận chung kết tổng vào ngày 31 tháng 3 năm 2024.

## Những thay đổi

### Các đội
Sau mùa giải 2023, TSM đã bán vị trí nhượng quyền LCS của họ cho Shopify Rebellion. Ngoài ra, vào ngày 19 tháng 11 năm 2023, Golden Guardians và Evil Geniuses đã rời LCS do thỏa thuận quản trị viên bên thứ ba của họ với Riot Games bị chấm dứt. Không còn đủ thời gian để lấp đầy 2 chỗ trống, LCS thông báo sẽ tiếp tục với 8 đội cho mùa giải 2024. Mùa giải 2024 đánh dấu lần đầu tiên sau một thập kỷ LCS chỉ có 8 đội thi đấu trong giải đấu.

## Giải Mùa Xuân
Vòng bảng giải Mùa Xuân sẽ diễn ra từ ngày 20 tháng 1 đến ngày 10 tháng 3 năm 2024. 8 đội sẽ chơi tổng cộng 56 trận và tất cả các trận đấu vòng bảng sẽ được thi đấu theo thể thức Bo1. 6 đội dẫn đầu Vòng bảng sẽ tiến vào vòng loại trực tiếp, diễn ra từ ngày 14 đến ngày 31 tháng 3 năm 2024. Hai đội đứng đầu vòng loại trực tiếp giải Mùa Xuân đủ điều kiện tham dự Mid-Season Invitational 2024.

### Vòng bảng
| VT | Đội               | ST | T  | B  | HS | Giành quyền tham dự         |
| -- | ----------------- | -- | -- | -- | -- | --------------------------- |
| 1  | FlyQuest          | 14 | 10 | 4  | +6 | Lọt vào Bán kết nhánh thắng |
| 2  | 100 Thieves       | 14 | 10 | 4  | +6 | Lọt vào Bán kết nhánh thắng |
| 3  | Cloud9            | 14 | 8  | 6  | +2 | Lọt vào Bán kết nhánh thắng |
| 4  | Team Liquid       | 14 | 7  | 7  | 0  | Lọt vào Bán kết nhánh thắng |
| 5  | Dignitas          | 14 | 6  | 8  | -2 | Lọt vào Tứ kết nhánh thua   |
| 6  | NRG               | 14 | 6  | 8  | -2 | Lọt vào Tứ kết nhánh thua   |
| 7  | Shopify Rebellion | 14 | 5  | 9  | -4 |                             |
| 8  | Immortals         | 14 | 4  | 10 | -6 |                             |

1. 1 2  FlyQuest hơn 100 Thieves về hiệu số đối đầu: FlyQuest 2-0 100 Thieves

|  |                       |          |   |  |  |  |  |  |  |  |  |  |  |  |  |  |  |  |  |  |  |  |  |
|  | Tiebreak tranh hạng 5 |          |   |  |  |  |  |  |  |  |  |  |  |  |  |  |  |  |  |  |  |  |  |
|  |                       |          |   |  |  |  |  |  |  |  |  |  |  |  |  |  |  |  |  |  |  |  |  |
|  |                       |          |   |  |  |  |  |  |  |  |  |  |  |  |  |  |  |  |  |  |  |  |  |
|  |                       |          |   |  |  |  |  |  |  |  |  |  |  |  |  |  |  |  |  |  |  |  |  |
|  | NRG                   | NRG      | 0 |  |  |  |  |  |  |  |  |  |  |  |  |  |  |  |  |  |  |  |  |
|  | NRG                   | NRG      | 0 |  |  |  |  |  |  |  |  |  |  |  |  |  |  |  |  |  |  |  |  |
|  | Dignitas              | Dignitas | 1 |  |  |  |  |  |  |  |  |  |  |  |  |  |  |  |  |  |  |  |  |
|  | Dignitas              | Dignitas | 1 |  |  |  |  |  |  |  |  |  |  |  |  |  |  |  |  |  |  |  |  |

### Vòng loại trực tiếp
|  |                     |                     |                     |                    |                    |                       |                       |                       |                      |   |             |             |             |   |  |                |                |                |
|  | Bán kết nhánh thắng | Bán kết nhánh thắng | Bán kết nhánh thắng |                    |                    | Chung kết nhánh thắng | Chung kết nhánh thắng | Chung kết nhánh thắng |                      |   |             |             |             |   |  | Chung kết tổng | Chung kết tổng | Chung kết tổng |
|  | Bán kết nhánh thắng | Bán kết nhánh thắng | Bán kết nhánh thắng |                    |                    | Chung kết nhánh thắng | Chung kết nhánh thắng | Chung kết nhánh thắng |                      |   |             |             |             |   |  | Chung kết tổng | Chung kết tổng | Chung kết tổng |
|  |                     |                     |                     |                    |                    |                       |                       |                       |                      |   |             |             |             |   |  |                |                |                |
|  |                     |                     |                     |                    |                    |                       |                       |                       |                      |   |             |             |             |   |  |                |                |                |
|  | 1                   | FlyQuest            | 3                   |                    |                    |                       |                       |                       |                      |   |             |             |             |   |  |                |                |                |
|  | 1                   | FlyQuest            | 3                   |                    |                    |                       |                       |                       |                      |   |             |             |             |   |  |                |                |                |
|  | 4                   | Team Liquid         | 2                   |                    |                    |                       |                       |                       |                      |   |             |             |             |   |  |                |                |                |
|  | 4                   | Team Liquid         | 2                   |                    |                    | FlyQuest              | FlyQuest              | 3                     |                      |   |             |             |             |   |  |                |                |                |
|  |                     |                     |                     |                    |                    | FlyQuest              | FlyQuest              | 3                     |                      |   |             |             |             |   |  |                |                |                |
|  |                     |                     | Cloud9              | Cloud9             | 0                  |                       |                       |                       |                      |   |             |             |             |   |  |                |                |                |
|  | 2                   | 100 Thieves         | Cloud9              | Cloud9             | 0                  | 0                     |                       |                       |                      |   |             |             |             |   |  |                |                |                |
|  | 2                   | 100 Thieves         |                     |                    |                    |                       |                       |                       |                      |   |             |             |             |   |  |                |                |                |
|  | 3                   | Cloud9              | 3                   |                    |                    |                       |                       |                       |                      |   |             |             |             |   |  |                |                |                |
|  | 3                   | Cloud9              | 3                   |                    |                    |                       |                       |                       |                      |   |             |             |             |   |  |                |                |                |
|  |                     |                     |                     | FlyQuest           | FlyQuest           | 1                     |                       |                       |                      |   |             |             |             |   |  |                |                |                |
|  |                     |                     |                     | FlyQuest           | FlyQuest           | 1                     |                       |                       |                      |   |             |             |             |   |  |                |                |                |
|  | Tứ kết nhánh thua   | Tứ kết nhánh thua   | Tứ kết nhánh thua   | Bán kết nhánh thua | Bán kết nhánh thua | Bán kết nhánh thua    | Chung kết nhánh thua  | Chung kết nhánh thua  | Chung kết nhánh thua |   |             | Team Liquid | Team Liquid | 3 |  |                |                |                |
|  | Tứ kết nhánh thua   | Tứ kết nhánh thua   | Tứ kết nhánh thua   | Bán kết nhánh thua | Bán kết nhánh thua | Bán kết nhánh thua    | Chung kết nhánh thua  | Chung kết nhánh thua  | Chung kết nhánh thua |   |             | Team Liquid | Team Liquid | 3 |  |                |                |                |
|  |                     |                     |                     |                    |                    |                       |                       |                       |                      |   |             |             |             |   |  |                |                |                |
|  |                     |                     |                     |                    |                    |                       |                       |                       |                      |   |             |             |             |   |  |                |                |                |
|  |                     | Team Liquid         | 3                   |                    |                    |                       |                       |                       |                      |   |             |             |             |   |  |                |                |                |
|  |                     | Team Liquid         | 3                   |                    |                    |                       |                       | Cloud9                | Cloud9               | 0 |             |             |             |   |  |                |                |                |
|  | 5                   | Dignitas            | 0                   |                    |                    |                       |                       | Cloud9                | Cloud9               | 0 |             |             |             |   |  |                |                |                |
|  | 5                   | Dignitas            | 0                   |                    |                    | Team Liquid           | Team Liquid           | 3                     |                      |   | Team Liquid | Team Liquid | 3           |   |  |                |                |                |
|  |                     |                     |                     |                    |                    | Team Liquid           | Team Liquid           | 3                     |                      |   | Team Liquid | Team Liquid | 3           |   |  |                |                |                |
|  |                     |                     | 100 Thieves         | 100 Thieves        | 1                  |                       |                       |                       |                      |   |             |             |             |   |  |                |                |                |
|  |                     | 100 Thieves         | 100 Thieves         | 100 Thieves        | 1                  | 3                     |                       |                       |                      |   |             |             |             |   |  |                |                |                |
|  |                     | 100 Thieves         |                     |                    |                    |                       |                       |                       |                      |   |             |             |             |   |  |                |                |                |
|  | 6                   | NRG                 | 2                   |                    |                    |                       |                       |                       |                      |   |             |             |             |   |  |                |                |                |
|  | 6                   | NRG                 | 2                   |                    |                    |                       |                       |                       |                      |   |             |             |             |   |  |                |                |                |

Nguồn: LoL Esports